# Буковински, Йозеф
Йозеф Буковински (чеш. Jozef Bukovinský; 8 декабря 1949, Спишске Бистре, Чехословакия) — бывший чехословацкий хоккеист, защитник. Известен по выступлениям за клуб «Слован Братислава».

## Биография
Йозеф Буковински всю свою карьеру провёл в клубе «Слован Братислава». Выступал за «Слован» на протяжении 14 сезонов (1970—1984 гг), в 1979 году стал чемпионом Чехословакии. В том же году завоевал серебряную медаль чемпионата мира. За сборную Чехословакии провёл 4 матча, забил 1 гол.
После окончания карьеры хоккеиста стал тренером. Работал в клубах «Слован Братислава», «Жилина» и в юниорской сборной Словакии (до 18 лет).

## Достижения
Чемпион Чехословакии 1979
 Серебряный призёр чемпионата мира 1979
 Серебряный призёр чемпионата Европы среди юниоров 1969
 Серебряный призёр чемпионата Чехословакии 1972
 Бронзовый призёр чемпионата Чехословакии 1971, 1973, 1980

## Статистика
- Чемпионат Чехословакии — 525 игр, 43 гола

- Сборная Чехословакии — 4 игры, 1 гол

- Всего за карьеру — 529 игр, 44 гола